# Cyril Suk
Cyril Suk (Praag, 29 januari 1967) is een voormalig Tsjechisch professioneel tennisser die voornamelijk in het dubbelspel actief was.
Suk speelde tussen 1988 en 2007 professioneel tennis en schreef tweeëndertig ATP-toernooien in het dubbelspel op zijn naam waaronder de US Open in 1998 met Sandon Stolle.
In het gemengdubbelspel won Suk met zijn zus Helena Suková aan zijn zijde Roland Garros in 1991 en Wimbledon in 1996 en 1997.
En met Larisa Neiland won hij Wimbledon in 1992.

## Palmares

### Dubbelspel
| Nr.                           | Datum             | Toernooi              | Ondergrond    | Partner            | Tegenstanders in finale              | Score            | Details |
| ----------------------------- | ----------------- | --------------------- | ------------- | ------------------ | ------------------------------------ | ---------------- | ------- |
| Gewonnen finales heren dubbel |                   |                       |               |                    |                                      |                  |         |
| 1.                            | 20 augustus 1989  | ATP Saint-Vincent     | Gravel        | Josef Čihák        | Massimo Cierro Alessandro De Minicis | 6-4, 6-2         | Details |
| 2.                            | 11 augustus 1991  | ATP Praag             | Gravel        | Vojtěch Flégl      | Libor Pimek Daniel Vacek             | 6-4, 6-2         | Details |
| 3.                            | 6 oktober 1991    | ATP Toulouse          | Hardcourt (i) | Tom Nijssen        | Jeremy Bates Kevin Curren            | 4-6, 6-3, 7-6    | Details |
| 4.                            | 20 oktober 1991   | ATP Lyon              | Tapijt (i)    | Tom Nijssen        | Steve DeVries David Macpherson       | 7-6, 6-3         | Details |
| 5.                            | 23 februari 1992  | ATP Stuttgart Indoor  | Tapijt (i)    | Tom Nijssen        | John Fitzgerald Anders Järryd        | 6-3, 6-7, 6-3    | Details |
| 6.                            | 4 oktober 1992    | ATP Bazel             | Hardcourt (i) | Tom Nijssen        | Karel Nováček David Rikl             | 6-3, 6-4         | Details |
| 7.                            | 20 juni 1993      | ATP Halle             | Gras          | Petr Korda         | Mike Bauer Marc-Kevin Goellner       | 7-6, 5-7, 6-3    | Details |
| 8.                            | 1 augustus 1993   | ATP Stuttgart Outdoor | Gravel        | Tom Nijssen        | Gary Muller Piet Norval              | 7-6, 6-3         | Details |
| 9.                            | 16 augustus 1993  | ATP New Haven         | Hardcourt     | Daniel Vacek       | Steve DeVries David Macpherson       | 6-3, 7-6         | Details |
| 10.                           | 9 januari 1994    | ATP Oahu              | Hardcourt     | Tom Nijssen        | Alex O'Brien Jonathan Stark          | 6-4, 6-4         | Details |
| 11.                           | 13 februari 1994  | ATP Milaan            | Tapijt (i)    | Tom Nijssen        | Hendrik Jan Davids Piet Norval       | 4-6, 7-6, 7-6    | Details |
| 12.                           | 17 april 1995     | ATP Nice              | Gravel        | Daniel Vacek       | Luke Jensen David Wheaton            | 3-6, 7-6, 7-6    | Details |
| 13.                           | 15 mei 1995       | ATP Rome              | Gravel        | Daniel Vacek       | Jan Apell Jonas Björkman             | 6-3, 6-4         | Details |
| 14.                           | 21 augustus 1995  | ATP Long Island       | Hardcourt     | Daniel Vacek       | Rick Leach Scott Melville            | 5-7, 7-6, 7-6    | Details |
| 15.                           | 25 september 1995 | ATP Bazel             | Hardcourt (i) | Daniel Vacek       | Mark Keil Peter Nyborg               | 3-6, 6-3, 6-3    | Details |
| 16.                           | 21 oktober 1996   | ATP Ostrava           | Tapijt (i)    | Sandon Stolle      | Ján Krošlák Karol Kučera             | 7-6, 6-3         | Details |
| 17.                           | 10 november 1997  | ATP Moskou            | Tapijt (i)    | Martin Damm        | David Adams Fabrice Santoro          | 6-4, 6-3         | Details |
| 18.                           | 8 maart 1998      | ATP Scottsdale        | Hardcourt     | Michael Tebbutt    | Kent Kinnear David Wheaton           | 4-6, 6-1, 7-6    | Details |
| 19.                           | 14 september 1998 | US Open               | Hardcourt     | Sandon Stolle      | Mark Knowles Daniel Nestor           | 4-6, 7-6(8), 6-2 | Details |
| 20.                           | 12 juli 1999      | ATP Gstaad            | Gravel        | Donald Johnson     | Aleksandar Kitinov Eric Taino        | 7-5, 7-6         | Details |
| 21.                           | 26 juni 2000      | ATP Rosmalen          | Gras          | Martin Damm        | Paul Haarhuis Sandon Stolle          | 6-4, 6-7, 7-6    | Details |
| 22.                           | 30 juli 2000      | ATP Kitzbühel         | Gravel        | Pablo Albano       | Joshua Eagle Andrew Florent          | 6-3, 3-6, 6-3    | Details |
| 23.                           | 11 maart 2002     | ATP Delray Beach      | Hardcourt     | Martin Damm        | David Adams Ben Ellwood              | 6-4, 6-7, [10-5] | Details |
| 24.                           | 13 mei 2002       | ATP Rome              | Gravel        | Martin Damm        | Wayne Black Kevin Ullyett            | 7-5, 7-5         | Details |
| 25.                           | 24 juni 2002      | ATP Rosmalen          | Gras          | Martin Damm        | Paul Haarhuis Brian MacPhie          | 7-6, 6-7, 6-4    | Details |
| 26.                           | 6 januari 2003    | ATP Doha              | Hardcourt     | Martin Damm        | Mark Knowles Daniel Nestor           | 6-4, 7-6(8)      | Details |
| 27.                           | 23 juni 2003      | ATP Rosmalen          | Gras          | Martin Damm        | Donald Johnson Leander Paes          | 7-5, 7-6(4)      | Details |
| 28.                           | 28 juli 2003      | ATP Kitzbühel         | Gravel        | Martin Damm        | Jürgen Melzer Alexander Peya         | 6-4, 6-4         | Details |
| 29.                           | 1 januari 2004    | ATP Doha              | Hardcourt     | Martin Damm        | Stefan Koubek Andy Roddick           | 6-2, 6-4         | Details |
| 30.                           | 21 juni 2004      | ATP Rosmalen          | Gras          | Martin Damm        | Lars Burgsmüller Jan Vacek           | 6-3, 6-7, 6-3    | Details |
| 31.                           | 18 oktober 2004   | ATP Wenen             | Hardcourt (i) | Martin Damm        | Gastón Etlis Martín Rodríguez        | 6-7, 6-4, 7-6    | Details |
| 32.                           | 13 juni 2005      | ATP Rosmalen          | Gras          | Pavel Vízner       | Tomáš Cibulec Leoš Friedl            | 6-3, 6-4         | Details |
| Verloren finales heren dubbel |                   |                       |               |                    |                                      |                  |         |
| 1.                            | 30 juli 1989      | ATP Stuttgart         | Gravel        | Florin Segărceanu  | Petr Korda Tomáš Šmíd                | 3-6, 4-6         | Details |
| 2.                            | 10 februari 1991  | ITA ATP Milaan        | Tapijt (i)    | Tom Nijssen        | Omar Camporese Goran Ivanišević      | 4-6, 6-7         | Details |
| 3.                            | 7 april 1991      | ATP Estoril           | Gravel        | Tom Nijssen        | Paul Haarhuis Mark Koevermans        | 3-6, 3-6         | Details |
| 4.                            | 27 oktober 1991   | ATP Stockholm         | Tapijt (i)    | Tom Nijssen        | John Fitzgerald Anders Järryd        | 5-7, 2-6         | Details |
| 5.                            | 12 juli 1992      | ATP Gstaad            | Gravel        | Petr Korda         | Hendrik Jan Davids Libor Pimek       | Walk over        | Details |
| 6.                            | 18 oktober 1992   | ATP Bolzano           | Tapijt (i)    | Tom Nijssen        | Anders Järryd Bent-Ove Pedersen      | 1-6, 7-6, 3-6    | Details |
| 7.                            | 14 februari 1993  | ATP Milaan            | Tapijt (i)    | Tom Nijssen        | Mark Kratzmann Wally Masur           | 6-4, 3-6, 4-6    | Details |
| 8.                            | 7 november 1993   | ATP Parijs            | Tapijt (i)    | Tom Nijssen        | Byron Black Jonathan Stark           | 6-4, 5-7, 2-6    | Details |
| 9.                            | 26 februari 1995  | ATP Stuttgart Indoor  | Tapijt (i)    | Daniel Vacek       | Grant Connell Patrick Galbraith      | 2-6, 2-6         | Details |
| 10.                           | 23 juli 1995      | ATP Washington        | Hardcourt     | Petr Korda         | Olivier Delaître Jeff Tarango        | 6-1, 3-6, 2-6    | Details |
| 11.                           | 17 september 1995 | ATP Boekarest         | Gravel        | Daniel Vacek       | Mark Keil Jeff Tarango               | 4-6, 6-7         | Details |
| 12.                           | 29 oktober 1995   | ATP Essen             | Tapijt (i)    | Daniel Vacek       | Jacco Eltingh Paul Haarhuis          | 5-7, 4-6         | Details |
| 13.                           | 10 maart 1996     | ATP Rotterdam         | Tapijt (i)    | Hendrik Jan Davids | David Adams Marius Barnard           | 3-6, 7-5, 6-7    | Details |
| 14.                           | 12 augustus 1996  | ATP Cincinnati        | Hardcourt     | Sandon Stolle      | Mark Knowles Daniel Nestor           | 6-3, 3-6, 4-6    | Details |
| 15.                           | 18 augustus 1996  | ATP Indianapolis      | Hardcourt     | Petr Korda         | Jim Grabb Richey Reneberg            | 6-7, 6-4, 4-6    | Details |
| 16.                           | 17 februari 1997  | ATP Dubai             | Hardcourt     | Sandon Stolle      | Sander Groen Goran Ivanišević        | 6-7, 3-6         | Details |
| 17.                           | 24 februari 1997  | ATP Antwerpen         | Hardcourt (i) | Sandon Stolle      | David Adams Olivier Delaître         | 6-3, 2-6, 1-6    | Details |
| 18.                           | 16 juni 1997      | ATP Londen            | Gras          | Sandon Stolle      | Mark Philippoussis Patrick Rafter    | 2-6, 6-4, 5-7    | Details |
| 19.                           | 12 juli 1998      | ATP Gstaad            | Gravel        | Daniel Orsanic     | Gustavo Kuerten Fernando Meligeni    | 4-6, 5-7         | Details |
| 20.                           | 25 juni 2001      | ATP Rosmalen          | Gras          | Martin Damm        | Paul Haarhuis Sjeng Schalken         | 4-6, 4-6         | Details |
| 21.                           | 13 januari 2002   | ATP Auckland          | Hardcourt     | Martín García      | Jonas Björkman Todd Woodbridge       | 6-7, 6-7         | Details |
| 22.                           | 16 juni 2003      | ATP Halle             | Gras          | Martin Damm        | Jonas Björkman Todd Woodbridge       | 3-6, 4-6         | Details |
| 23.                           | 25 augustus 2003  | ATP Long Island       | Hardcourt     | Martin Damm        | Robbie Koenig Martín Rodríguez       | 3-6, 6-7(4)      | Details |
| 24.                           | 1 maart 2004      | ATP Marseille         | Hardcourt (i) | Martin Damm        | Mark Knowles Daniel Nestor           | 5-7, 3-6         | Details |
| 25.                           | 20 februari 2005  | ATP Rotterdam         | Hardcourt (i) | Pavel Vízner       | Jonathan Erlich Andy Ram             | 4-6, 6-4, 3-6    | Details |
| 26.                           | 28 mei 2006       | ATP Pörtschach        | Gravel        | Oliver Marach      | Paul Hanley Jim Thomas               | 3-6, 6-4, [5-10] | Details |
| 27.                           | 30 juli 2006      | ATP Kitzbühel         | Gravel        | Oliver Marach      | Philipp Kohlschreiber Stefan Koubek  | 2-6, 3-6         | Details |

## Prestatietabellen
| Legenda | Legenda                          |
| ------- | -------------------------------- |
| g.t.    | geen toernooi gehouden           |
| l.c.    | lagere categorie                 |
| –       | niet deelgenomen                 |
| G       | uitgeschakeld in de groepsfase   |
| 1R      | uitgeschakeld in de eerste ronde |
| 2R      | uitgeschakeld in de tweede ronde |
| 3R      | uitgeschakeld in de derde ronde  |
| 4R      | uitgeschakeld in de vierde ronde |
| KF      | uitgeschakeld in de kwartfinale  |
| HF      | uitgeschakeld in de halve finale |
| F       | de finale verloren               |
| W       | het toernooi gewonnen            |
| w-v     | winst/verlies-balans             |

### Prestatietabel grand slam, dubbelspel
| Toernooi        | 1987 | 1988 | 1989 | 1990 | 1991 | 1992 | 1993 | 1994 | 1995 | 1996 | 1997 | 1998 | 1999 | 2000 | 2001 | 2002 | 2003 | 2004 | 2005 | 2006 | 2007 |
| --------------- | ---- | ---- | ---- | ---- | ---- | ---- | ---- | ---- | ---- | ---- | ---- | ---- | ---- | ---- | ---- | ---- | ---- | ---- | ---- | ---- | ---- |
| Australian Open | –    | –    | 1R   | 2R   | 2R   | KF   | 2R   | KF   | 2R   | 3R   | 2R   | 3R   | 1R   | –    | 1R   | 1R   | 3R   | 2R   | 2R   | 3R   | –    |
| Roland Garros   | 2R   | 2R   | 2R   | 2R   | KF   | 2R   | 2R   | 3R   | 2R   | 2R   | 1R   | 1R   | 1R   | 1R   | KF   | KF   | 2R   | 1R   | 2R   | 2R   | 1R   |
| Wimbledon       | 1R   | –    | 2R   | 1R   | 3R   | 1R   | 2R   | KF   | 1R   | 2R   | 3R   | 3R   | 1R   | 3R   | 2R   | KF   | KF   | 3R   | 3R   | 3R   | 1R   |
| US Open         | –    | –    | –    | 1R   | 1R   | 3R   | 3R   | KF   | 2R   | 1R   | KF   | W    | 3R   | 1R   | 2R   | 1R   | KF   | 3R   | KF   | 1R   | 1R   |